# Дачжоу
Дачжо́у (кит. упр. 达州, пиньинь Dázhōu) — городской округ в провинции Сычуань КНР.

## История
В 1950 году в составе провинции Сычуань был образован Специальный район Дасянь (达县专区), которому подчинялось 8 уездов: Дасянь, Сюаньхань, Кайцзян, Пинчан, Бачжун, Наньцзян, Тунцзян и Ваньюань. В 1953 году был расформирован Специальный район Дачжу (大竹专区), и три из шести входивших в него уездов — Дачжу, Цюйсянь и Линьшуй — были переданы в состав Специального района Дасянь. В 1970 году Специальный район Дасянь был переименован в Округ Дасянь (达县地区). В 1976 году из уезда Дасянь был выделен город Дасянь, перешедший в непосредственное подчинение округу.
В 1993 году постановлением Госсовета КНР округ Дасянь был переименован в округ Дачуань (达川地区), а город Дасянь — в город Дачуань; при этом город Бачжун и уезды Тунцзян, Наньцзян и Пинчан были выделены в отдельный округ Бачжун (巴中地区).
В 1999 году постановлением Госсовета КНР округ Дачуань был трансформирован в городской округ Дачжоу, а бывший город Дачуань стал районом Тунчуань в его составе.
В 2013 году уезд Дасянь был преобразован в район Дачуань.

## Административно-территориальное деление
Городской округ Дачжоу делится на 2 района, 1 городской уезд, 4 уезда:
| Карта                                                     | Карта          | Карта     | Карта     | Карта         | Карта            | Карта         | Карта                      |
| --------------------------------------------------------- | -------------- | --------- | --------- | ------------- | ---------------- | ------------- | -------------------------- |
| Тунчуань Дачуань Сюаньхань Кайцзян Дачжу Цюйсянь Ваньюань |                |           |           |               |                  |               |                            |
| #                                                         | Статус         | Название  | Иероглифы | Пиньинь       | Население (2004) | Площадь (км²) | Плотность населения (/км²) |
| 1                                                         | Район          | Тунчуань  | 通川区    | Tōngchuān qū  | 390 000          | 451           | 865                        |
| 2                                                         | Городской уезд | Ваньюань  | 万源市    | Wànyuán shì   | 560 000          | 4065          | 138                        |
| 3                                                         | Район          | Дачуань   | 达川区    | Dáchuān qū    | 1 240 000        | 2688          | 461                        |
| 4                                                         | Уезд           | Сюаньхань | 宣汉县    | Xuānhàn xiàn  | 1 170 000        | 4266          | 274                        |
| 5                                                         | Уезд           | Кайцзян   | 开江县    | Kāijiāng xiàn | 570 000          | 1033          | 552                        |
| 6                                                         | Уезд           | Дачжу     | 大竹县    | Dàzhú xiàn    | 1 070 000        | 2075          | 516                        |
| 7                                                         | Уезд           | Цюйсянь   | 渠县      | Qú xiàn       | 1 370 000        | 2013          | 681                        |

## Экономика

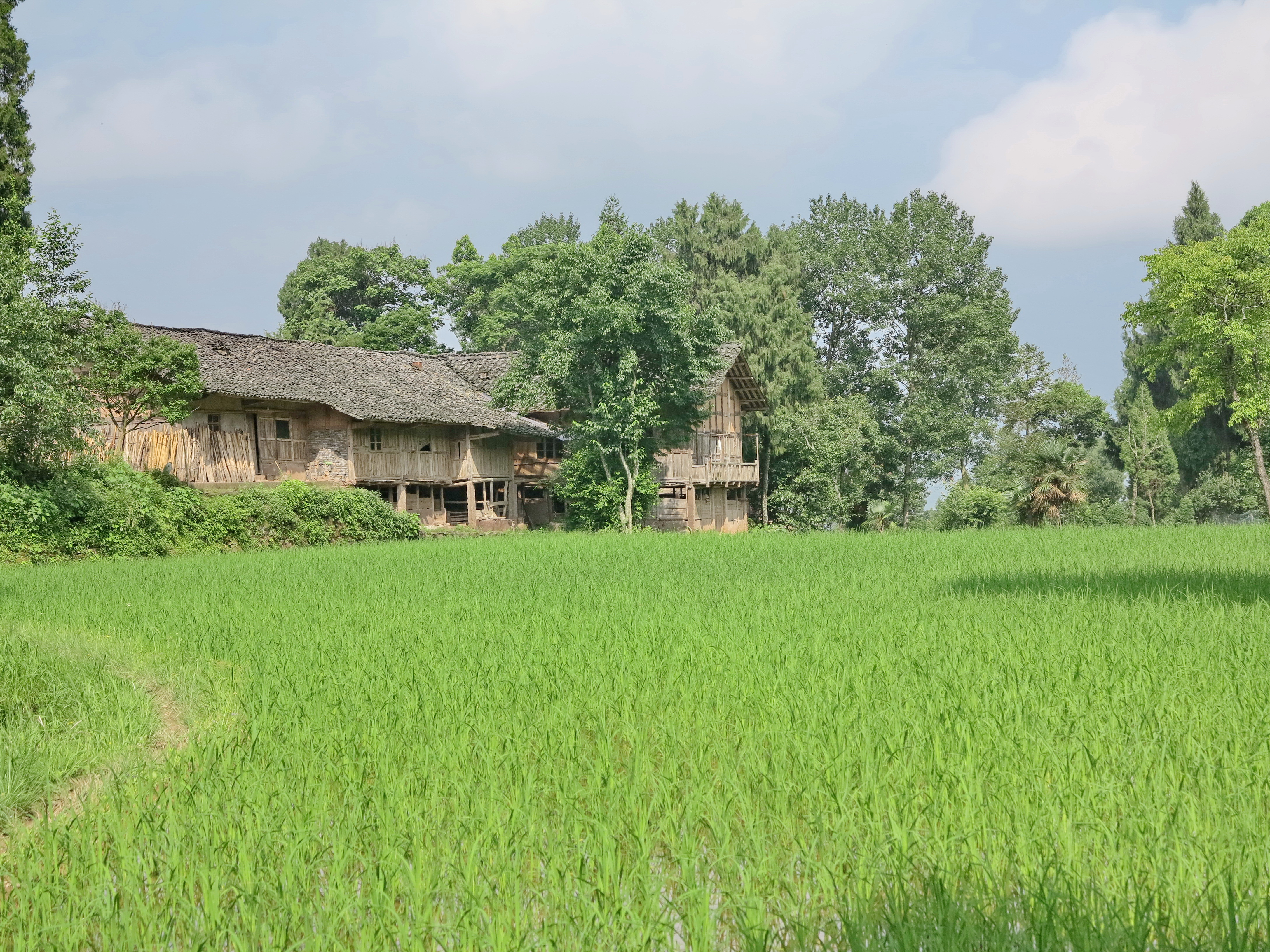
Рисовое поле

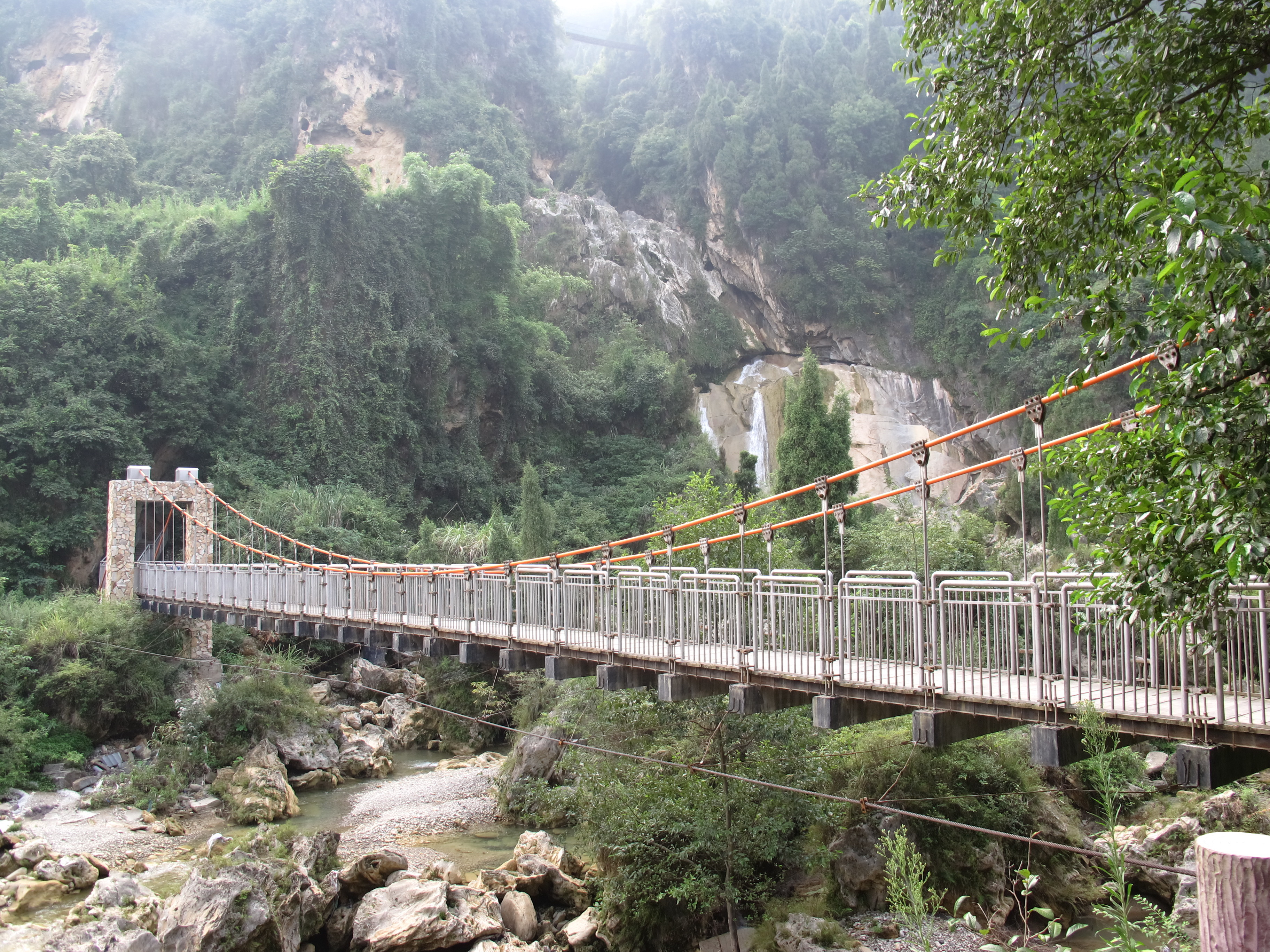
Мост через горную реку

В округе добывают природный газ, уголь, соль, марганец, литий и известняк. Развито сельское хозяйство (рис, чай, свинина и говядина).
Основные отрасли промышленности — тепловая энергетика, химическая, текстильная, пищевая и металлургическая промышленность, производство стройматериалов. Среди крупнейших предприятий — химические заводы Sichuan Daxing Energy и Meihao Enterprise Group, завод автомобильных комплектующих Sichuan Chuanhuan Technology, пищевая фабрика Sichuan Dongliu Laozao.

## Транспорт
Через Дачжоу проходят национальное шоссе Годао 210 (Баотоу — Наньнин), скоростная железная дорога Дачжоу — Чэнду и железная дорога Сянъян — Чунцин.
Железнодорожный узел Вэнфу, расположенный в зоне освоения новых высоких технологий Дачжоу, обслуживает грузовые поезда, следующие во Вьентьян (Лаос). Через этот канал экспортируются новые материалы, электронные изделия, химические удобрения и другие товары из восточной части провинции Сычуань и города Чунцин в страны АСЕАН и Среднего Востока.
Имеются региональный аэропорт Дачжоу-Хэши и важный речной порт. В 2022 году введён в эксплуатацию новый аэропорт Цзинья.